# Wolfgang Künne
Wolfgang Künne (* 14. Juli 1944 in Gelsenkirchen) ist ein emeritierter deutscher Professor der Philosophie.

## Leben
Künne legte das Abitur 1963 am Humanistischen Gymnasium in Gelsenkirchen ab. 1964 begann er ein Studium der Philosophie und evangelischen Theologie an der Universität Heidelberg. In den Jahren 1967 und 1968 setzte er seine Studien am King’s College London und in Oxford fort, bevor er 1972 bei Hans Georg Gadamer mit einer Arbeit über „Dialektik und Ideenlehre in Platons Parmenides“, in der er sich mit der Platon-Interpretation Hegels auseinandersetzte, promoviert wurde. Bis zu seiner Habilitation 1980 war er wissenschaftlicher Assistent an der Universität Hamburg. Das Thema seiner Habilitationsschrift lautet „Abstrakte Gegenstände. Semantik und Ontologie“. In seiner Antrittsvorlesung befasste er sich mit Gadamer und Donald Davidson und dem Verhältnis von „Verstehen und Sinn“. Im Anschluss erhielt er eine Stelle als Privatdozent.
Nach einer Vertretungsprofessur 1984 in Bielefeld wurde Künne 1985 auf eine Professur (C 2) in Hamburg berufen. Eine erneute Vertretung erfolgte 1988 in Freiburg in der Schweiz. Nach Rufen an die Universitäten Mannheim und Bielefeld sowie einer weiteren Vertretungsprofessur in Bielefeld von 1992 bis 1993 wurde Künne 1993 zum Ordinarius in Hamburg berufen. Die Stelle hatte er bis zu seiner Emeritierung im Oktober 2010 inne. In dieser Zeit nahm er Gastprofessuren in Venedig (1995) und Reading (2001) wahr. Weiterhin hielt er in Oxford als Visiting Fellow 1998 die „Gareth Evans Memorial Lecture“ am Wolfson College sowie 1999 die „Winchester Lectures“ am St. Catherine’s College. 2007 war er erster „Gottlob Frege Lecturer“ an der Universität Tartu. Im selben Jahr wurde er ordentliches Mitglied der Academia Europaea, London, und 2009 ordentliches Mitglied der Göttinger Akademie der Wissenschaften. Ebenfalls 2009 wurde er als Erster mit dem „Frege-Preis“ der Gesellschaft für Analytische Philosophie ausgezeichnet. 2023 wurde Künne zum korrespondierenden Mitglied der British Academy gewählt.
Wolfgang Künne ist im Vorstand der Internationalen Bolzano-Gesellschaft. Jürgen Kaube bezeichnete ihn in der Frankfurter Allgemeinen Zeitung als „einen der bedeutendsten wie der Öffentlichkeit unbekanntesten deutschen Philosophen der Gegenwart“.

## Schwerpunkte
Neben der thematischen Auseinandersetzung mit der Frage der Universalien, der Theorie der Bedeutung und der Wahrheit befasste Künne sich vor allem mit der Philosophie Gottlob Freges und Bernard Bolzanos. Zu diesen beiden Philosophen gab er auch Sammelbände heraus. Zur Kunstphilosophie arbeitete er über Typentheorie und zur Theorie der Fiktionen bei Frege.

## Schriften
- Abstrakte Gegenstände. Semantik und Ontologie. Suhrkamp, Frankfurt 1983, Neuauflage: Klostermann, Frankfurt 2007, ISBN 978-3-465-04032-3.
- Conceptions of Truth. Clarendon Press, Oxford 2003. (Vorwort und Inhalt)
- Versuche über Bolzano. Academia, St. Augustin 2008. (Aufsatzsammlung)
- Die Philosophische Logik Gottlob Freges. Ein Kommentar. Klostermann, Frankfurt 2009, ISBN 978-3-465-04062-0.
- Epimenides und andere Lügner. Klostermann, Frankfurt 2013, ISBN 978-3-465-04177-1.
- Bernard Bolzano. Seine Zeit und sein Leben, sein Werk und seine Wirkung. Klostermann, Frankfurt 2024, ISBN 978-3-465-04653-0.